# Ignești, Arad
Ignești (în maghiară Ignafalva) este satul de reședință al comunei cu același nume din județul Arad, Crișana, România.
Populația este de 243 locuitori, determinată în 1 decembrie 2021, prin recensământ, chestionar, Recesământul Populației și Locuințelor 2021.

## Așezare
Localitatea Ignești se află situată la poalele sudice ale Munților Codru-Moma, în Depresiunea Ineu-Gurahonț, la o distanță de 89 km față de municipiul Arad.

## Istoric
Prima atestare documentară a localității Ignești datează din anul 1553. 

## Economia
Economia este una predominant agrară și atât zootehnia cât și cultura plantelor au ponderi însemnate. Apicultura este de asemenea o ramură a agriculturii bine reprezentată la nivelul așezării.

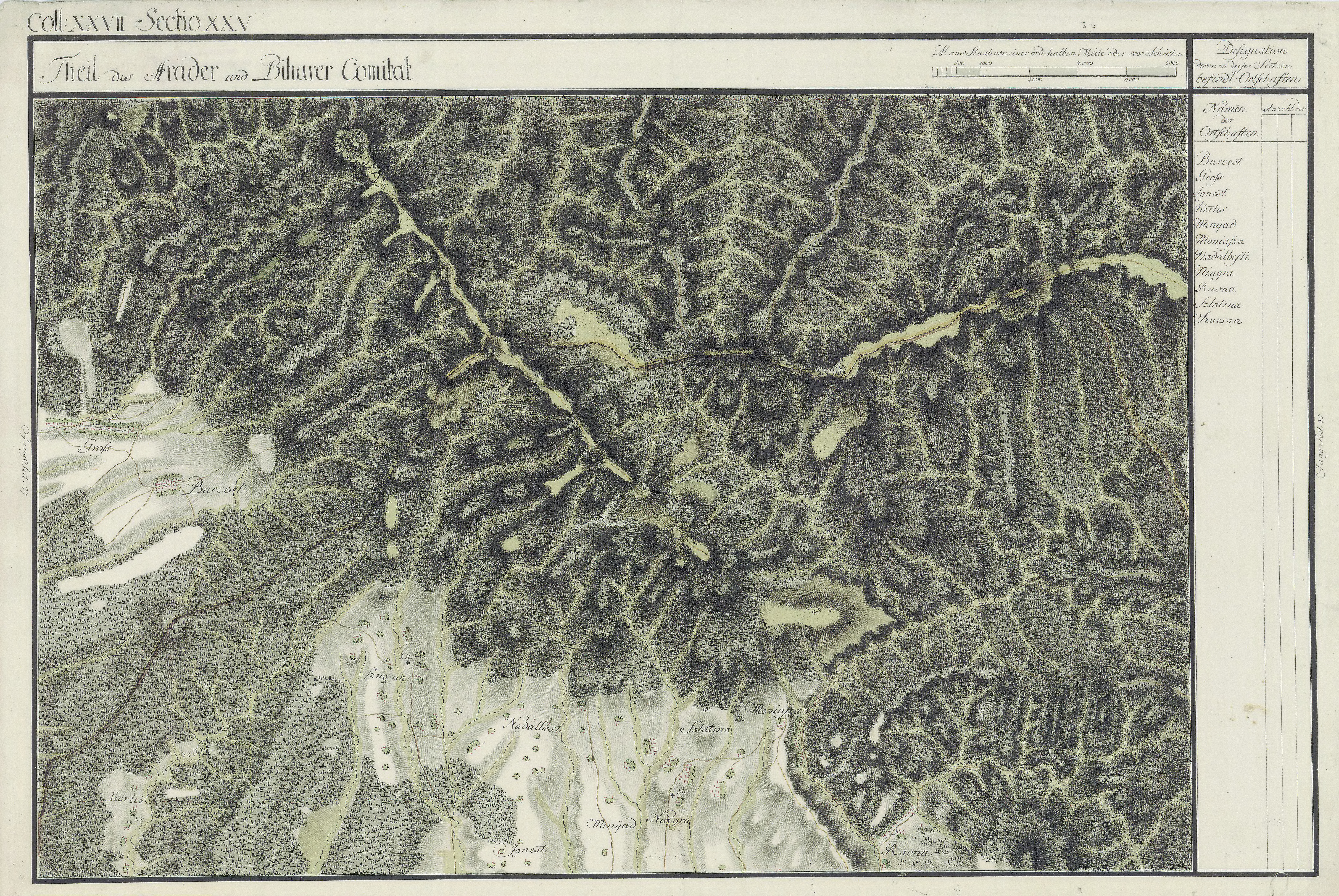
Ignești în Harta Iosefină a Comitatului Arad, 1782-85